# روغن درخت چای
روغن درخت چای

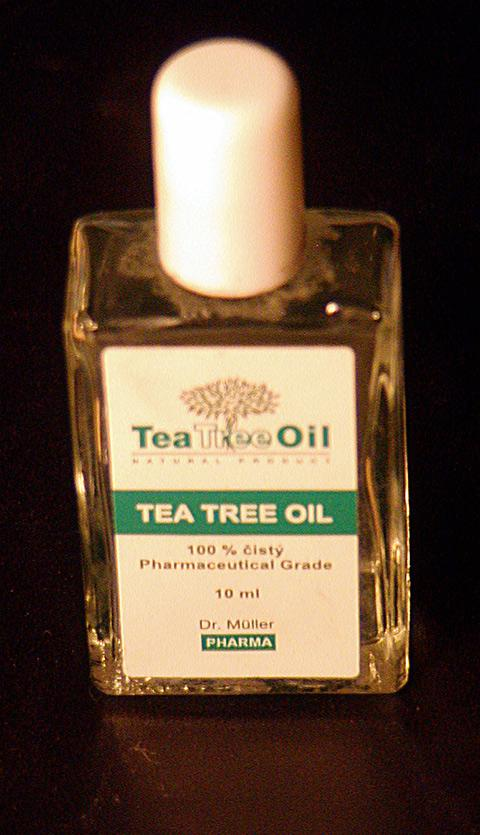
نگاره‌ای از یک بطری شیشه‌ای روغن درخت چای

Tea Tree Oil (TTO)، با نام علمی Melaleuca alternifolia از خانواده Myrtaceae بومی استرالیا می‌باشد.TTO، از حدود ۱۰۰ سال پیش در استرالیا به عنوان یک مادهٔ ضد التهاب و ضدعفونی‌کننده کاربرد فراوان داشته ولی درسال‌های اخیر مورد توجه جهانی قرار گرفته‌است. این روغن حاوی ترکیبات متعدد از جمله هیدروکربن‌ها، ترپن، منوترپن‌ها؛ ملینا، سزکوئی‌ترپن‌ها و الکل می‌باشد.

## خواص دارویی
روغن درخت چای (TTO) به عنوان یک جزء مؤثر در بسیاری از فرمولاسیون‌های مورد استفاده در درمان عفونت‌های پوستی نیز وجود دارد و به‌طور گسترده‌ای در بسیاری از کشورها از جمله استرالیا، اروپا و آمریکای شمالی به عنوان داروئی مؤثر به فروش می‌رسد. در مطالعات علمی متعددی خواص ضد میکروبی و ضد باکتریایی TTO به اثبات رسیده است(۶). و از سال ۱۹۹۰ تاکنون گزارش‌های متعددی خاصیت ضدمیکروبی TTO را در مقالات علمی معتبر تأیید کرده‌اند.در تحقیقات مشخص شده که TTO ضد باکتری‌های گرم منفی، اشرشیاکلی، باکتری‌های گرم مثبت و استافیلوکوکوس مؤثر می‌باشد. در مورد آکنه نیز مقالات متعددی وجود دارد که نشان می‌دهد TTO به صورت موضعی یک ضدعفونی‌کننده مؤثر در از بین بردن باکتری‌های ایجادکننده آکنه می‌باشد. در یک مطالعه یک سوکور که بر روی ۱۲۴ بیمار انجام شد. اثر ژل روغن درخت چای را با غلظت ۵٪ با بنزوئیل پراکساید مقایسه نموده، هردو دارو اثر معنی داری در بهبود بیماری با کاهش تعداد ضایعات ملتهب و غیر ملتهب نشان دادند. اگرچه عملکرد TTO آهسته تر بود ولی اثرات جانبی کمتری در پی داشت. در سال ۲۰۰۷ انشائی و همکاران در یک مطالعه دوسوکور تصادفی اثر درمانی ژل ۵ درصد TTO را در بیماران مبتلا به آکنه خفیف و متوسط بررسی و نتیجه ثمربخشی آن را گزارش نمودند. در حال حاضر مطالعات به روشنی طیف وسیعی از خواص TTO را به اثبات رسانیده‌اند، ازجمله این خواص شامل:
- اثرات ضد باکتری
- ضد قارچ
- ضد ویروسی
- ضد پروتوزوآ

در تحقیقات انجام شده مکانیسم عمل TTO در از بین بردن باکتری‌ها بررسی و مشخص شده‌است که ترکیبات TTO توسط اختلال در ساختار و عملکرد غشاءهای باکتری و از بین بردن تمامیت غشاء عمل می‌کنند.
روغن درخت چای که با عنوان روغن ملایا نیز شناخته می‌شود، ماده‌ای به رنگ زرد روشن متمایل به بی‌رنگ و شفاف است، که از برگ‌های درخت چای گرفته می‌شود. این روغن غیرخوراکی، دارای خواص متعددی بوده و به خصوص در درمان عارضه‌های پوست و مو کاربرد دارد.
خواص ضد باکتریایی و ضد قارچی روغن درخت چای باعث شده که در تهیه انواع صابون، شامپو و لوسیون مورد استفاده قرار بگیرد.
در سال‌های اخیر، روغن‌ درخت چای به محبوبیت زیادی در میان مردم دست پیدا کرده‌است. این روغن در حال حاضر در تهیه انواع محصولات آرایشی، داروهای موضعی و ترکیبات دست‌ساز خانگی به کار می‌رود.
توجه داشته باشید که این روغن به هیچ عنوان خوراکی نیست. همچنین لازم به ذکر است که گیاهی که این روغن از آن گرفته می‌شود، با گیاهی که انواع چای خوراکی سبز و سیاه از آن تهیه می‌شود فرق دارد.
تاریخچه درخت چای
درخت چای جزء گیاهان بومی جنوب شرقی کوئینزلند و ساحل شمال شرقی نیو ساوت ولز، در استرالیا است. نام اصلی این درخت Melaleuca Alternifolia بوده و بعدها با نام درخت چای معروف شده‌است. درواقع دریانوردان قرن هجدهم که از برگ‌های این نوع درخت در سواحل باتلاقی استرالیا چای درست می‌کرده‌اند، نام درخت چای را بر روی این گیاه گذاشته‌اند. این چای بویی شبیه به جوز هندی دارد. 
آنتی باکتریال: روغن درخت چای صد سال است که توسط بومیان استرالیا به عنوان داروی ضد باکتری و به خصوص در جهت درمان عارضه‌های پوستی کاربرد دارد. تحقیقات نشان می‌دهد که روغن درخت چای قابلیت بالایی در تخریب دیواره‌های سلولی باکتری‌ها و میکروب‌ها دارد.
ضد التهاب: روغن درخت چای که به صورت موضعی استفاده می‌شود، تورم التهاب پوستی ناشی از هیستامین را به طور مؤثری کاهش می دهد.
ضد قارچ: بررسی خواص روغن درخت چای توانایی آن را در از بین بردن طیف وسیعی از مخمرها و قارچ ها نشان می‌دهد. اکثر مطالعات بررسی شده بر روی کاندیدا آلبینکس، نوعی مخمر است که معمولاً بر روی پوست، اندام تناسلی، گلو و تأثیرایجاد می‌شود.
ضد ویروس: برخی مطالعات نشان می‌دهد که روغن درخت چای می‌تواند به درمان ویروس‌های خاصی کمک کند، اما تحقیقات در این زمینه محدود است.
کاربرد روغن درخت چای
کاهش واکنش‌های آلرژیک: تحقیقات بسیاری خواص ضدالتهابی روغن درخت چای را به اثبات رسانده‌اند.
درمان آکنه: ژل درخت چای، یک محصول پرکاربرد در درمان آکنه پوستی است.
از بین برنده شپش: این روغن در ترکیب با روغن اسطوخودوس در درمان شپش مورد استفاده قرار می‌گیرد.
درمان بیماری پای ورزشکار یا قارچ پا: استفاده از روغن درخت چای دوبار در روز، اثر قابل توجهی در درمان بیماری قارچ پا دارد. 
برطرف کردن شوره سر: شامپوی حاوی روغن درخت چای، در درمان شوره سر مؤثر است.
بهبود آثار نیش حشرات: التهابات ناشی از نیش حشرات توسط محصولات حاوی روغن درخت چای تا حد زیادی بهبود پیدا می‌کند.
درمان زخم: استفاده از چند قطره از روغن درخت چای در پانسمان کردن زخم، می‌تواند التهابات را کاهش داده و از ورود باکتری‌ها و میکروب‌ها به درون زخم جلوگیری کند.
تمیزکننده ضد میکروب: از ترکیب روغن درخت چای با آب و سرکه به عنوان یک تمیزکننده چندمنظوره ضد میکروب در نظافت سطوح مختلف در خانه استفاده می‌کنند.

## عوارض روغن درخت چای
در صورت حساسیت پوست به این روغن ممکن است عوارضی همچون خارش، سوزش، التهابات پوستی و زخم‌های خفیف بر روی پوست صورت و بدن ایجاد شود.